# Antonow
Koordinaten: 50° 27′ 46,1″ N, 30° 23′ 37,2″ O
Der wissenschaftlich-technische Komplex für Luftfahrt O. K. Antonow (ukrainisch Авіаційний науково-технічний комплекс імені Антонова Awiazijnyj Na-ukowo-Technitschnyj Kompleks imeni Antonowa, kurz АНТК ім. О. К. Антонова ANTK im. O. K. Antonowa, englisch ANTONOV Aeronautical Scientific/Technical Complex) ist ein ukrainischer, früher sowjetischer, Produzent von Flugzeugen und Bussen aus Kiew, benannt nach dem sowjetischen Flugzeugkonstrukteur Oleg Antonow.
Antonow entwickelt seit 1946 Flugzeuge verschiedener Art. Besonders bekannt sind der von 1947 bis 1959 im Flugzeugwerk Nr. 473 in Kiew-Swjatoschino und bis 1992 in Lizenz gebaute Doppeldecker An-2 sowie die größten Transportflugzeuge der Welt, die An-124 und die An-225.

## Geschichte
Am 31. Mai 1946 wurde durch einen Erlass des Ministerrates der Sowjetunion das Konstruktionsbüro Nr. 153 bei der Flugzeugfabrik Nowosibirsk gegründet und Antonow zum Leiter berufen. In demselben Erlass wurde das Büro mit der Entwicklung eines Flugzeuges für die Landwirtschaft beauftragt, der späteren Antonow An-2. Gleichzeitig wurden die Segelflugzeuge A-9 und A-10 entwickelt und in kleinen Stückzahlen produziert.
Im Sommer 1952 zog das Konstruktionsbüro nach Kiew um. Ende 1953 erhielt das Büro den Auftrag, ein militärisches Transportflugzeug mit zwei Turboprop-Triebwerken zu entwickeln und zu bauen. Da zu diesem Zeitpunkt ein Mangel an Spezialisten bestand, um diese Aufgabe zu erfüllen, wurden Anfang 1954 zahlreiche Absolventen des Instituts für Luftfahrt Charkow und Spezialisten aus Kiew, Leningrad und Moskau angestellt. Jelisaweta Schachatuni war Leiterin der Festigkeitsberechnungen. Damit konnte die Aufgabe bewältigt werden, und die Antonow An-8 absolvierte ihren Jungfernflug am 11. Februar 1956.
Im Laufe der nächsten 30 Jahre wurden zivile und militärische Flugzeuge entwickelt; darunter Typen für den Einsatz unter extremen Bedingungen wie die Antonow An-74 für den Einsatz im Hohen Norden und die Antonow An-32 für den Einsatz auf hochgelegenen Flugplätzen. Dabei wurde ein Komplex von Fabriken aufgebaut, der der westlichen Luftfahrtindustrie als ebenbürtig bezeichnet werden kann.
Am 4. April 1984 starb Antonow. Ihm zu Ehren wurde das Konstruktionsbüro nach seinem Namen benannt. Am 15. Mai desselben Jahres wurde Pjotr Wassiljewitsch Balabujew zum Chefkonstrukteur ernannt. Er leitete das Unternehmen bis zu seinem Tod im Jahr 2007. Von 2010 bis 2024 hatte Dmytro Kiwa diese Position inne.
Mit der Entwicklung eines Mehrzweck-Transportflugzeug für sehr schwere und sperrige Lasten bis zu 250 Tonnen, der An-225 Mrija, entstand das bisher größte im Einsatz befindliche Flugzeug der Welt. Basierend auf der An-124 wurde dieses Flugzeug in der verhältnismäßig kurzen Zeit von drei Jahren entwickelt und gebaut, so dass im Dezember 1988 der Jungfernflug durchgeführt werden konnte. Im Mai 1989 wurde ein Huckepack-Flug mit der Raumfähre Buran in Baikonur durchgeführt; im Juni 1989 erfolgte die Vorführung der Maschine auf der Pariser Luftfahrtschau in Le Bourget. Die Maschine gehörte zur Transport Division des Unternehmens, der Antonov Airlines. Dieses Unternehmen wurde 1989 gegründet, nachdem es die Erlaubnis der Regierung erhalten hatte, internationale Transportaufträge durchzuführen. Derzeit trägt es den Status des Nationalen Luftfahrttransportunternehmens der Ukraine.
Seit einigen Jahren wurden nicht mehr nur Flugzeuge entwickelt und gebaut, sondern auch Landfahrzeuge sowie Niederflurstraßenbahnen, Trolleybusse und Rennräder.
Im Dezember 2009 wurde entsprechend einem Dekret des ukrainischen Ministerrates das Kiewer Flugzeugwerk Aviant zum Tochterunternehmen der Antonow Company. Es firmiert seitdem als Serienwerk Antonow. Dadurch erhielt Antonow die Möglichkeit, selbst Flugzeuge in Serie zu produzieren. Zuvor war Antonow wie alle ehemals sowjetischen Konstruktionsbüros ein reiner Entwickler von Flugzeugen, während die Serienproduktion in nicht mit dem Konstruktionsbüro verbundenen Betrieben stattfand.
Ein 2010 eingegangenes Joint-Venture mit dem russischen Hersteller United Aircraft Corporation wurde im September 2015 wegen des russischen Krieges in der Ukraine seit 2014 und der Annexion der Krim durch Russland beendet. Seither fehlt es Antonow an entsprechenden Bauteilen; so wurde 2016 kein Flugzeug hergestellt, aber für eine profitable Produktion müssten eigentlich laut einem Experten zwischen zwölf und 15 Flugzeuge pro Jahr hergestellt werden.
Im Mai 2015 wurden alle Unternehmensteile von Antonow in den staatlichen ukrainischen Rüstungskonzern Ukroboronprom integriert.
Am 27. Februar 2022 wurde die An-225 auf dem Werksgelände in Gostomel durch einen russischen Angriff irreparabel beschädigt. Am 14. März 2022, inmitten des Russland-Ukraine-Krieges beschossen russische Kräfte erneut das Kiewer Flugzeugwerk Antonow und zerstörten nach russischen Angaben dabei „ein großes Munitionslager für Mehrfachraketensysteme“.
Die Generalstaatsanwaltschaft und der Inlandsgeheimdienst ermittelten nach dem Angriff auf Gostomel gegen ehemalige Manager des Unternehmens. Ihnen wird vorgeworfen, die Verteidigung des Geländes und Rettung der An-225 behindert zu haben. Ergebnisse der Untersuchung wurden im Februar 2024 an das zuständige Gericht übermittelt.
Am 22. Juli 2024 unterzeichneten Boeing und Antonov ein Memorandum of Understanding, „um Möglichkeiten für eine Zusammenarbeit bei verteidigungsbezogenen Projekten zu prüfen“. Zu den potentiellen Bereichen der Zusammenarbeit gehören „Schulung, logistische Unterstützung und Überholungsdienste für unbemannte taktische Flugsysteme“.

## Flugzeuge
Die Aufstellung nach Typenbezeichnungen ist nicht ganz einfach; bis etwa zum Typ An-10 gibt es teilweise widersprüchliche und zweifelhafte Typenbezeichnungen. Das hängt mit der leicht chaotischen Verfahrensweise im Konstruktionsbüro zusammen. Jedes Projekt hatte seine Typennummer. Sobald das Projekt abgeschlossen war und vor allem, wenn es im Projektstadium verblieb und sich keine Fertigung oder sogar Serienfertigung anschloss, wurde das Projekt ad acta gelegt und die gleiche Typennummer gegebenenfalls für ein anderes Projekt verwendet, ohne sich groß Gedanken darüber zu machen. Inwieweit hier auch Fragen der Geheimhaltung oder der Verschleierung gegenüber Dritten eine Rolle spielten, kann heute kaum mehr beurteilt werden.
- A-1: Segelflugzeug
- A-2: Segelflugzeug
- RF-4: Segelflugzeug
- RF-7: Segelflugzeug
- A-7/RF-8: Lastensegler
- A-9: Segelflugzeug

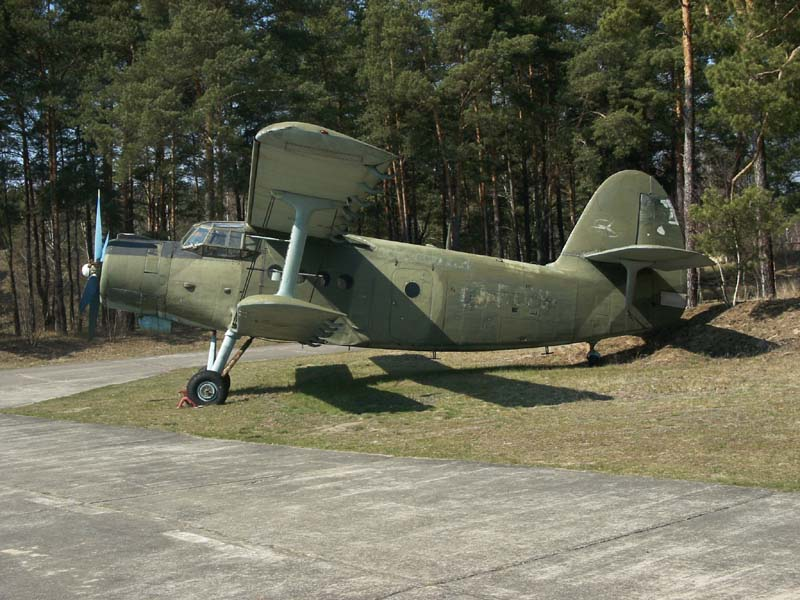
Mehrzweckflugzeug An-2

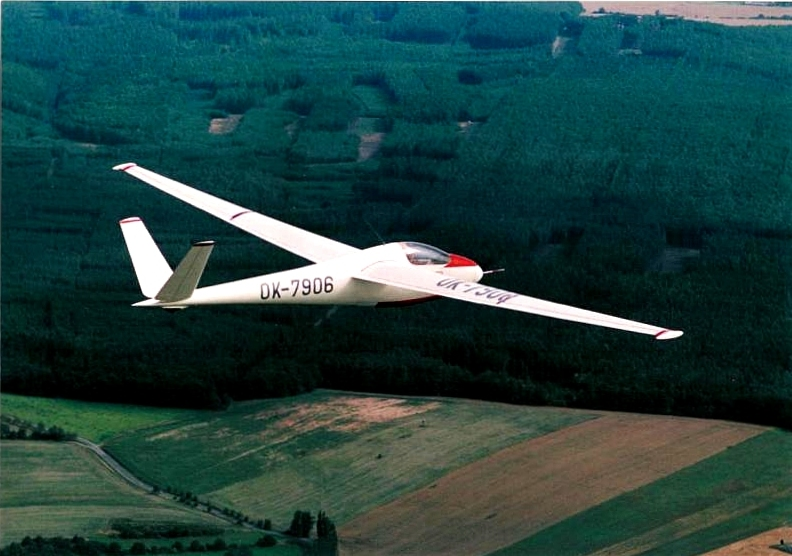
Segelflugzeug A-15

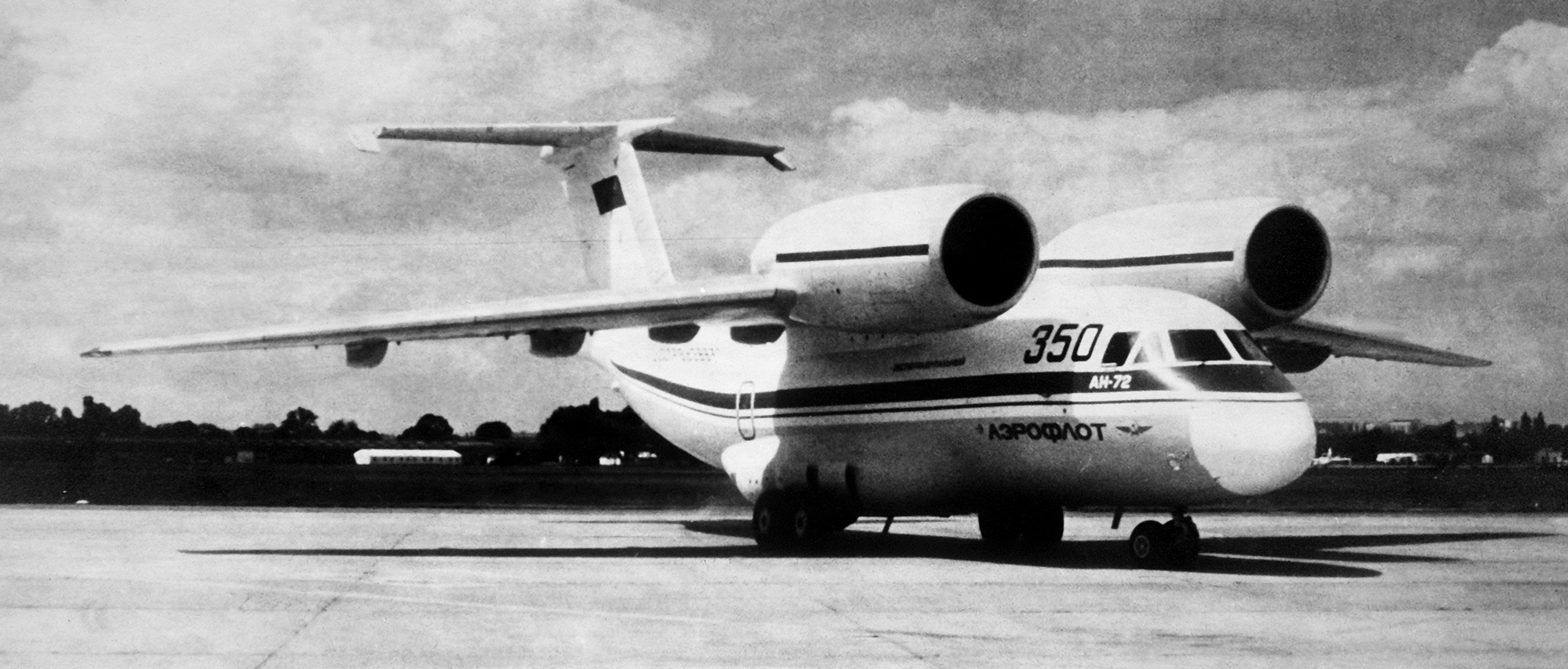
STOL-Frachtflugzeug An-72

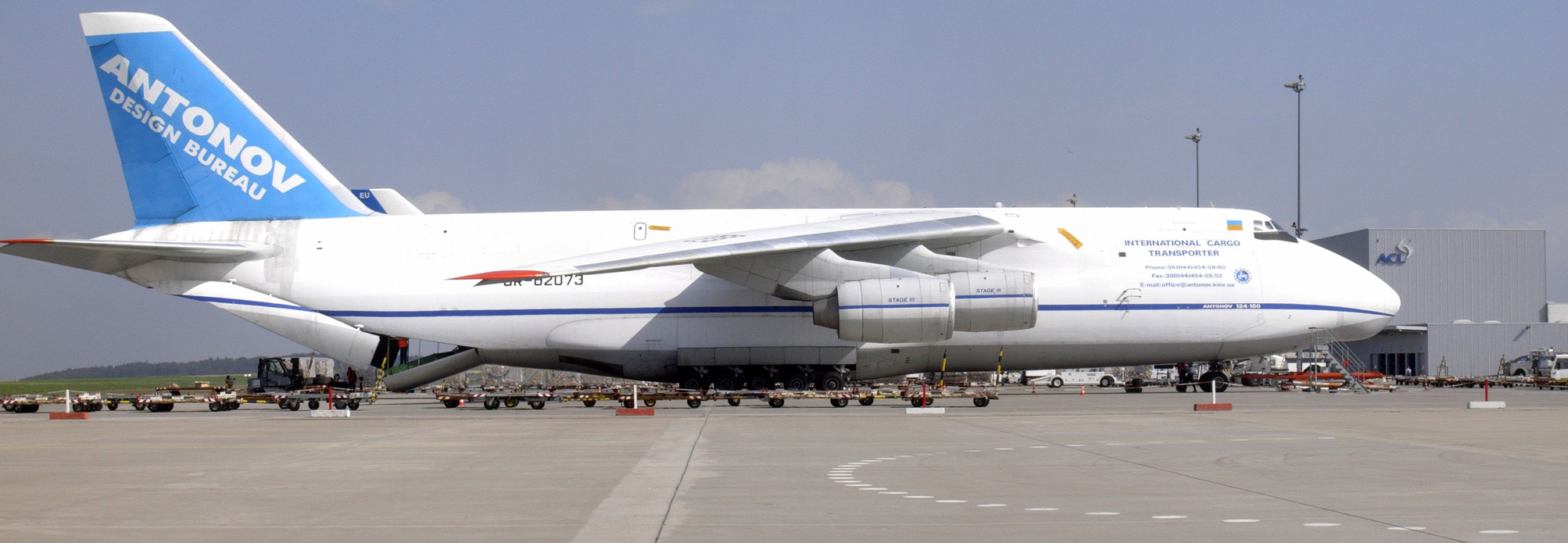
Frachtflugzeug An-124-100

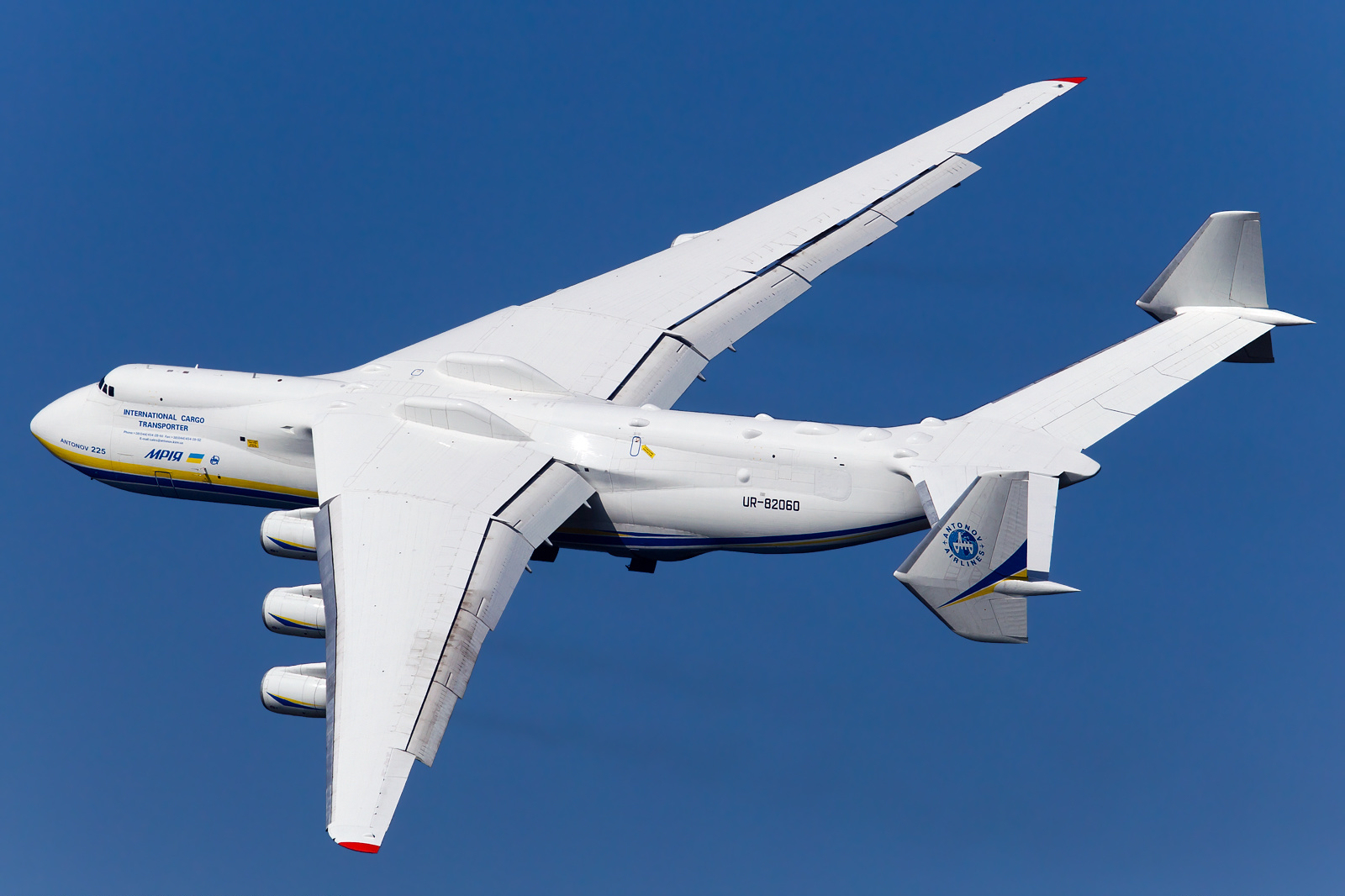
An-225, seinerzeit das größte Frachtflugzeug der Welt

- A-11: Segelflugzeug für den Kunstflug
- A-13: Segelflugzeug für den Kunstflug
- A-15: Segelflugzeug
- A-40: mit Flügeln ausgestatteter T-60-Panzer
- An-2: Großer Mehrzweckdoppeldecker mit über 15.000 gebauten Exemplaren (Größter einmotoriger Doppeldecker der Welt)
- An-3: mit einem Turboproptriebwerk ausgestattete An-2
- An-4: Schwimmerversion der An-2
- An-6: Wetteraufklärerversion der An-2
- An-8: Mittelstrecken Turboprop-Militärtransporter
- An-10 Ukraina: Mittelstrecken Turboprop-Passagierflugzeug
- An-12: Mittelstrecken Turboprop-Militärtransporter
- An-14: Kurzstartpassagierflugzeug
- An-22 Antäus: Größtes Turbopropgetriebenes Frachtflugzeug der Welt.
- An-24: Mehrzweckmittelstreckenflugzeug
- An-26: Mehrzweckmittelstreckenflugzeug
- An-28: vergrößerte Turboprop-Weiterentwicklung der An-14
- An-30: Variante der An-24 für Luftbildaufnahmen
- An-32: modernisierte Frachtvariante der An-26
- An-38: vergrößerte An-28 mit moderner Elektrik & neuen Triebwerken
- An-50: mit vier Düsentriebwerken ausgestattete An-26 (Projekt, Entwicklung eingestellt)
- An-70: viermotoriger Frachter
- An-71: Aufklärervariante der An-72
- An-72: militärischer Kurzstartfrachter
- An-74: zivile Variante der An-72
- An-88: Projekt einer Aufklärervariante der An-72, nie gebaut
- An-124 Ruslan: Großraum-Transportflugzeug
- An-132: aus der An-32 entwickeltes Transportflugzeug, Erstflug am 31. März 2017
- An-140: Kurzstreckenpassagierflugzeug, gedacht als An-24-Ersatz
- An-148 (früher: An-174): eine vergrößerte und modernisierte An-74 mit Triebwerken unter den Flügeln
- An-158: verlängerte und modernisierte Version der An-148
- An-178: militärisches Transportflugzeug auf Basis der An-158
- An-180: Mittelstreckenpassagierflugzeug (Projekt, Entwicklung eingestellt)
- An-181: Kanalflügel-Experimentalflugzeug (1 Flugzeug gebaut)
- An-218: Großraumverkehrsflugzeug (Projekt, Entwicklung eingestellt)
- An-225 Mrija: Großraumtransportflugzeug (bisher nur ein Exemplar fertiggestellt, beim russischen Überfall auf die Ukraine 2022 weitgehend zerstört)
- An-325: geplantes Großraumtransportflugzeug, vergrößerte Version der Mrija